# Vištáspa

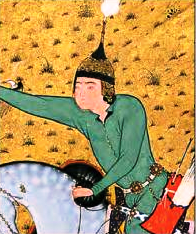
Vištáspa na ilustraci k Šáhnáme, cca 1522

Vištáspa je postava ze zarathuštrické mytologie, nejvýznamnější z raných příznivců Zarathuštry, který se v pozdějším podání stal významným vladařem dynastie Kajánovců a předkem různých íránských královských rodů. Tradičně je označován za syna Luhráspy, který byl podle Bundahišnu pravnukem kaje Písína, bratra Kajusova.
Otázka historicity Vištáspy a doby jeho života je předmětem sporů. Podle podání středoperských zdrojů došlo k Zarathuštrovu zjevení 258 či 300 let před dobytím Perské říše Alexandrem Makedonským roku 330 př. n. l. To by znamenalo, že jeho současník Vištáspa žil v 6. století př. n. l. a byl také současníkem například Kýra II. Velikého, zakladatele achaimenovské říše. Římský historik Ammianus Marcellinus, působící ve 4. století, ztotožnil Vištáspu s Hystaspem, otcem achaimenovského krále Dareia I. Toto podání vedlo k hypotéze, že Vištáspa vládl v Parthii v době vzniku Perské říše. Pozdější bádání však začalo klást Zarathuštrův, potažmo Vištáspův život do doby starší, přibližně 1 200 až 1 000 př. n. l. K zastáncům starší datace patří například Mary Boyce nebo Jean Kellens.
Vištáspa je titulován jako kavi, přičemž význam tohoto slova není zcela jasný, může však znamenat třídu kněží věnujících se uctívání daévů. Kaviové v Avestě vystupují jako protivníci Zarathuštry, s výjimkou Vištápsy, který jeho učení přijal. Podle jiných názorů měli kaviové i světskou moc, například podle Mary Boyce titul kavi označoval vládce s prorockými kvalitami a Vištáspa tak disponoval světskou mocí. V pozdějších jaštech a především středoperských textech pak slovo kavi, v podobě kaj, počalo označovat vládce mytické kajánovské dynastie, jejímž členem měl Vištáspa být. Ve středoperských textech byl také ztotožněn s různými achaimenovskými králi, především Kýrem II., nebo označen za předka Sasánovců.

## Avesta
V gáthách, nejstarších částech Avesty, je Vištáspa zmiňován jen vágně jako jeden z příznivců Zarathuštry. Dále je zmiňován v pozdějších jaštech:
- V pátém jaštu, k poctě Anáhity, se naznačuje, že patří k rodu Naotarovců[pozn. 2] a je označen za syna Aurvatáspy. Také jsou zmiňovány jeho modlitby za vítězství nad příznivci Klamství. Stejně tak v tomto textu činí i Zairivairi, který je podle pozdějších tradice Vištáspovým mladším bratrem.
- V devátém jaštu je zmiňována je manželka Hutaosa, která se též podílela na šíření zarathuštrického náboženství.
- Ve třináctém jaštu, věnovaném fravašiům, jsou Vištáspovi fravašiové uváděni hned po Zarathuštrových.
- Podle devatenáctého jaštu je držitelem chvareny, kterou se honosil i Zarathuštra a světští vládci.[1]

## Pozdější podání
Podle pozdějších podání se po desetiletém neúspěšné šíření svého učení v severním Íránu vydal Zarathuštra do Chorasánu, kde byl přijat knížetem-kavim Vištáspem v jeho paláci. Jeho příchod provázeli různé zázraky a úspěšné podstoupení ordálu, což vedlo k tomu, že jej kníže přijal.
Kvůli intrikám karapů a kaviů však skončil ve vězení, ze kterého se dostal, až když vyléčil Vištáspova koně Behzáda. Nakonec celá knížecí rodina přijala novou víru a Zarathuštrovy nepřátelé na dvoře byli potrestáni.
V textech jsou také zmiňováni Vištáspovi synové Isfandjár a Péšjotan. Od Zarathuštry se také Vištáspovi dostalo duchovního vhledu, jeho synu Isfandjárovi nezranitelnosti, Péšjotanovi nesmrtelnosti a vezírovi Džámáspovi znalosti minulosti, přítomnosti a budoucnosti. Podle jiných podání Zarathuštra Vištáspu přesvědčil vyléčením jeho otce a bratra.
Osmnáct let potom, co se kníže obrátil na víru, měl na jeho území zaútočit túrský král Ardžátáspa, přičemž druhý jmenovaný byl poražen v bitvě u Mervu či u Amurdarji. K druhé invazi Ardžátáspa došlo poté, co Vištáspa Isfandjárovi odmítl dát slíbenou královskou korunu, a namísto toho jej nechal uvěznit. Oslabené království tak mohlo být napadeno, ale opět zvítězilo.